# Sigma Sport
Sigma Sport est un fabricant allemand d'équipements de sport électroniques, créé en 1981. Son siège se situe à Neustadt an der Weinstraße en Rhénanie-Palatinat (Allemagne).

## Produits
Au début de son activité, l'entreprise Sigma Sport produit essentiellement des cardiofréquencemètres, des compteurs de vélo, des altimètres...
Les produits sont répartis en deux séries différentes : ROX et Topline.
Le dernier compteur de Sigma, le ROX 10.0 est le premier de la marque à avoir un récepteur GPS intégré.

## Evolution
Le 25 mars 2021, accompagné par un nouveau logo, Sigma Sport a annoncé à la presse sa volonté de s'adresser à un public plus jeune et international, ainsi qu'à recentrer ses activités sur le domaine du vélo.
Avec ce changement de nouveaux ambassadeurs de la marque ont également vus le jour tel que Marcel Kittel, coureur cycliste allemand vainqueur de 14 étapes du Tour de France, et Anne Terpstra, cycliste néerlandaise de cross-country. Karl Platt, le quintuple vainqueur du Cape Epic, ainsi que Salim Kipkemboi, membre de de l’équipe allemande UCI Continental Bike Aid, viennent compléter la famille Sigma.